# Лінденшид
Лінденшид (нім. Lindenschied) — громада в Німеччині, розташована в землі Рейнланд-Пфальц. Входить до складу району Рейн-Гунсрюк. Складова частина об'єднання громад Кірхберг.
Площа — 3,17 км2. Населення становить 185 ос. (станом на 31 грудня 2020).